# Rango (kommun)
Rango är en kommun i Burundi. Den ligger i provinsen Kayanza, i den centrala delen av landet, 50 kilometer nordost om Burundis största stad Bujumbura.